# Dusty Men
Dusty Men est un single de Saule avec Charlie Winston sorti le 5 novembre 2012.
Le titre, aux influences country et folk marquées par un rythme pop-disco, atteint la 13e place du classement des ventes des single en France et se classe 10e en Belgique. Elle est certifiée disque d'or en Italie.
Cette chanson apparaît dans l'album de Saule, Géant, également produit par Charlie Winston.
La chanson existe en plusieurs versions chantées, la version diffusée en France comprenant davantage de paroles en français que celle publiée internationalement, afin de satisfaire aux politiques de quotas de chanson francophone.